# Usta Muhammad
Usta Muhammad é uma cidade do Paquistão localizada no distrito de Jafarabad, província de Baluchistão.

## Demografia
- Homens: 19.455
- Mulhesres: 17.705

(Censo 1998)